# Дрейер, Владимир Николаевич фон
Влади́мир Никола́евич фон Дре́йер (4 октября 1876, Ташкент, Российская империя — 22 февраля 1967, Монте-Карло, Монако) — генерал-майор русской армии. Участник Первой мировой войны. Участник Белого движения.

## Биография
Родился 4 октября 1876 года в Ташкенте. Происходил из дворян, православный. Его отец капитан артиллерии служил в дипломатической миссии при Эмире Бухарском. Окончил приготовительный и первый класс Ташкентской мужской первой гимназии, затем поступил во 2-й Оренбургский кадетский корпус, который окончил в 1894 году и начал военную службу 1 сентября 1894 года.
С 12 августа (ст. ст.) 1896 года после окончания Павловского военного училища был произведен в офицеры, продолжил службу в звании подпоручика в 8-й и 1-й Туркестанских артиллерийских бригадах, а с 12 августа (ст.ст.) 1899 года становится поручиком.
В 1903 году окончил Николаевскую академию Генерального штаба по 1-му разряду и 23 мая 1903 года (по ст. стилю) получил чин штабс-капитана.
Академию Генерального штаба он окончил последним. Лекций не слушал, а его любимым времяпровождением в Петербурге были посещения с веселой компанией ресторанов на островах с цыганской музыкой или знаменитой «Виллы Роде». Он отлично знал достоинства вин, но никогда не был пьян.
Продолжил военную службу в качестве командира роты в 4-м Туркестанском строевом батальоне с 16.10.1903 по 29.11.1904. Далее он занимал должности помощника ст. адъютанта штаба Туркестанского ВО (30.10.1904 — 02.02.1906), помощника ст. адъютанта штаба Виленского военного округа (02.02.1906 — 19.03.1907) и ст. адъютант штаба 3-го армейского корпуса (19.03.1907 — 10.04.1911). Преподавал тактику в Виленском военном училище. По воспоминаниям В. Ф. Клементьева:
Я у него в группе не был, но юнкера отделения капитана Дрейера его похваливали. Он не придирался на репетициях, на баллы не скупился. Больше обращал внимание на выправку и находчивость, чем на знания.
6 декабря 1908 года он получил звание подполковник и должность штаб-офицера для поручений при штабе 14-го армейского корпуса (10.04.1911 — 19.06.1914). С 6 декабря 1911 года фон Дрейер — полковник, а с 19 июня 1914 года он занимает должность штаб-офицера для поручений при штабе Варшавского военного округа.
В 1911 году фон Дрейер работал военным корреспондентом на итало-турецкой войне, а в 1912—1913 года на Балканской войне.
В 1914 году фон Дрейер был назначен начальником штаба 14-й кавалерийской дивизии, а затем затем исполняющим должность начальника штаба 1-го кавалерийского корпуса. С ноября 1914 года он стал начальником штаба 27-й пехотной дивизии.
Он руководил арьергардом 20-го армейского корпуса при окружении корпуса в феврале 1915 года. После разгрома арьергарда фон Дрейер вышел из окружения навстречу наступающим от Гродно русским войскам.
С 23 ноября 1915 года командовал 275-м пехотным Лебедянским полком.
С 31 марта 1917 командир 8-го пограничного Заамурского полка. 15 апреля 1917 года он был назначен начальником штаба 13-й Сибирской стрелковой дивизии. В июле — августе 1917 года он являлся начальником штаба Сводного кавалерийского корпуса, а затем командующим 7-й кавалерийской дивизии.
В 1917 году фон Дрейер получил чин генерал-майора и с декабря 1917 года поступил в резерв.

### Участие в Белом движении

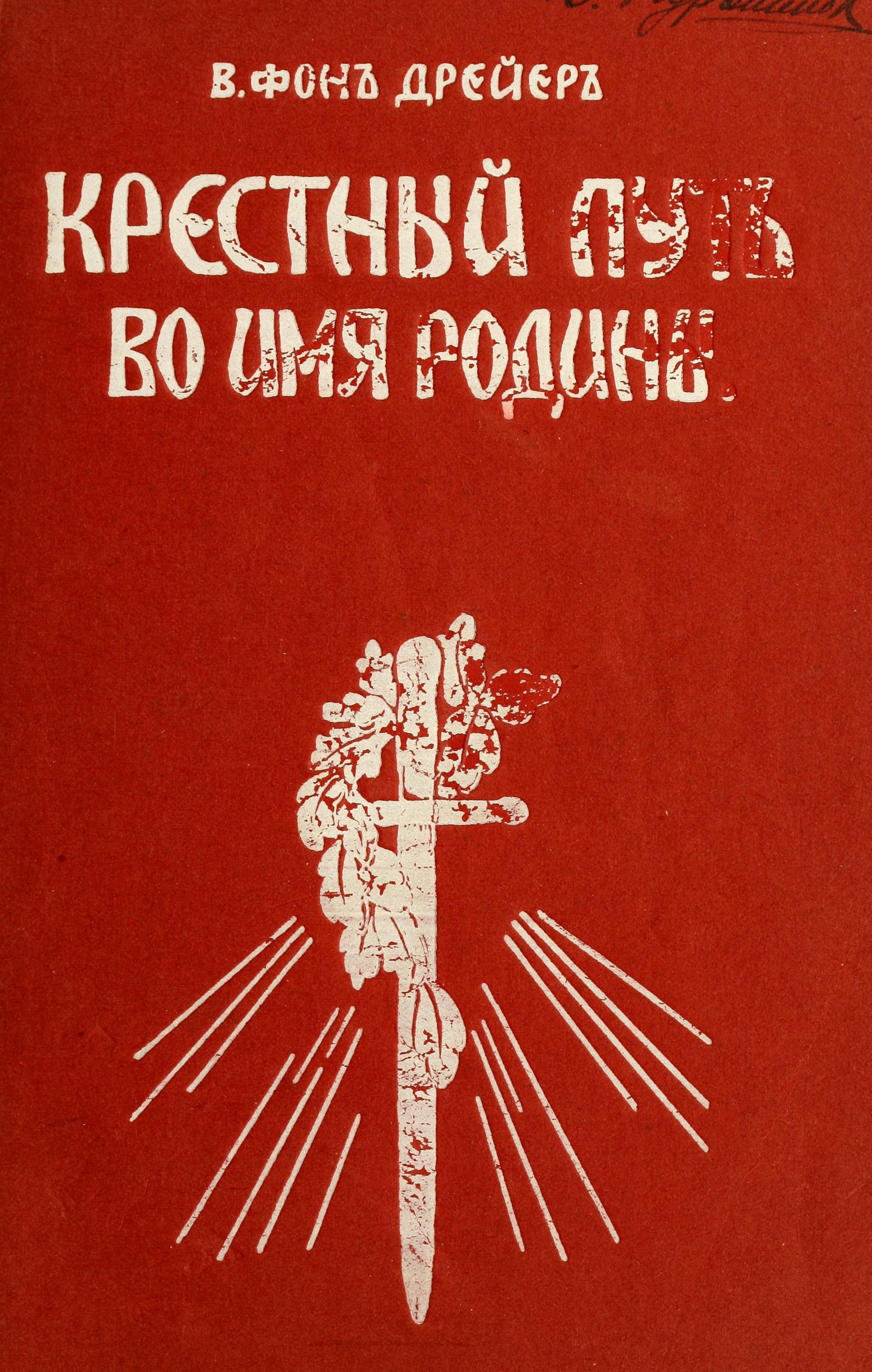
Обложка книги «Крестный путь во имя Родины»

В 1918 году В. Н. фон Дрейер, проживая в Москве, принимал участие в работе тайной антибольшевистской организации, имевшей монархический и прогерманский характер и возглавлявшейся генерал-майором С. А. Довгирдом.
В начале мая он был мобилизован в Красную Армию и назначен на должность начдива 1-й Московской стрелковой дивизии, но в должность не вступил и тогда же бежал на юг с женой и годовалым ребёнком. Летом 1918 года прибыл на юг России, однако белые его на службу не приняли. В начале 1919 года, когда он прибыл в Екатеринодар, лично Деникин отказал Дрейеру в приеме на службу в Добровольческую армию (хотя генерал Врангель был готов принять Дрейера на командную должность), так как его подозревали в сотрудничестве с немцами. Состоявшийся по требованию Дрейера военно-полевой суд полностью оправдал его.
Однако эта реабилитация не помогла ему. Осталось в силе распоряжение штаба генерала Деникина, запрещающее определять генерала Дрейера на службу в Добровольческую армию. А жаль, Дрейер мог быть очень полезен, особенно в коннице, на командных должностях. Это был очень храбрый, с большим порывом и в то же время умный и способный офицер Генерального штаба.
Военный корреспондент при войсках ВСЮР. Чтобы заработать на жизнь, Дрейер писал в газеты и пытался заниматься коммерцией, а в 1920 году эмигрировал из Новороссийска в Константинополь, далее во Францию, а затем в США.
В ноябре 1920 г. жена с детьми и другими родственниками эмигрировала за границу из Севастополя.
В эмиграции бывший генерал-майор фон Дрейер В. Н. написал две книги: «Крестный путь во имя Родины» (Берлин, 1921) и «На закате империи» (Мадрид, 1965).
Умер Владимир Николаевич фон Дрейер 22 февраля 1967 года в Монте-Карло и похоронен на русском кладбище в Сент-Женевьев де Буа в Париже.

## Награды
- Орден Святого Станислава 3-й ст. (1906);
- Орден Святой Анны 3-й ст. (1909; с 25.03.1910);
- Орден Святого Станислава 2-й ст. (1912; с 04.04.1913);
- Орден Святого Владимира 4-й ст. с мечами и бантом (ВП 26.10.1914);
- Орден Святого Владимира 3-й ст. с мечами (ВП 27.02.1915);
- Георгиевское оружие (ПАФ 04.03.1917).

## Семья
Жена: Клавдия Владимировна (ум. 22.12.1924, Париж)
Дети:
- Евгения (1896—1988)
- Ирен (15.12.1915, Москва — 04.02.2019, Париж), к столетнему юбилею получила гражданство Российской Федерации согласно Указу Президента Российской Федерации № 586 от 28 ноября 2015 года
  - внук Фома[4]
- Георгий (1918—1943)

## Сочинения
- Разгром Болгарии : Вторая Балканская война 1913. Санкт-Петербург : тип. т-ва А. С. Суворина «Новое время», 1914.
- La Debacle Bulgare, Deuxième Guerre Balkanique de 1913. Paris, 1916.
- Крестный путь во имя Родины. Двухлетняя война красного севера с белым югом 1918—1920 года. Берлин, 1921. — описание действий Кавказской армии Врангеля во время Гражданской войны.
- На закате империи. Архивная копия от 8 мая 2019 на Wayback Machine Мадрид, 1965. — Личные воспоминания Дрейера.